# Chlorurus bowersi
Chlorurus bowersi е вид бодлоперка от семейство Scaridae. Видът е почти застрашен от изчезване.

## Разпространение и местообитание
Разпространен е в Индонезия, Микронезия, Палау, Провинции в КНР, Острови Спратли, Тайван, Филипини, Хонконг и Япония.
Обитава океани, морета и рифове. Среща се на дълбочина от 2 до 20 m.

## Описание
На дължина достигат до 40 cm.